# اتحاد فرانسه-لهستان (۱۹۲۱)

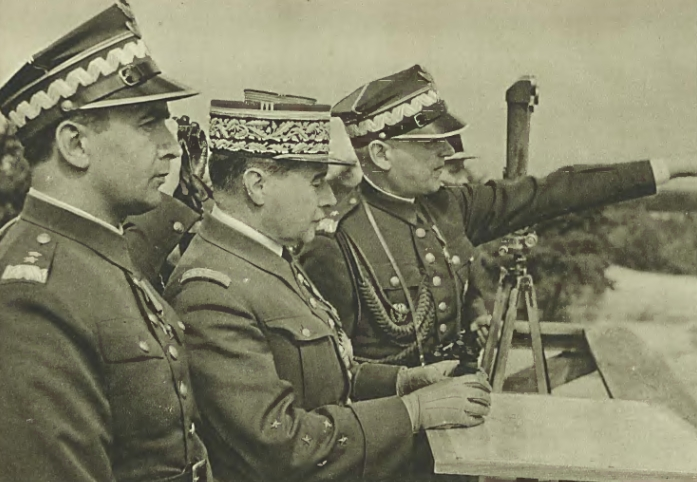
وزیر امور نظامی سرلشکر تادئوش کاسپرژیکی (در سمت چپ)، رئیس ستاد کل ارتش فرانسه ژنرال موریس گاملین (در وسط)

اتحاد فرانسه-لهستان (انگلیسی: Franco–Polish alliance) اتحاد نظامی بین جمهوری دوم لهستان و جمهوری سوم فرانسه بود که بین اوایل دهه ۱۹۲۰ و شروع جنگ جهانی دوم فعال بود. قراردادهای اولیه در فوریه ۱۹۲۱ امضا شد و به‌طور رسمی در سال ۱۹۲۳ اجرایی شد. در  دوره میان‌دوجنگ اتحاد با لهستان یکی از سنگ بنای سیاست خارجی فرانسه بود.